# Communauté de communes de la Région de Montmarault
La communauté de communes de la Région de Montmarault est une ancienne communauté de communes française, située dans le département de l'Allier en région Auvergne-Rhône-Alpes. Elle a fusionné avec sa voisine, Commentry - Néris-les-Bains, pour devenir Commentry Montmarault Néris Communauté le 1er janvier 2017.

## Historique
Le projet de schéma départemental de coopération intercommunale (SDCI) de l'Allier, dévoilé en octobre 2015, imposait le remaniement de toutes les structures intercommunales à fiscalité propre du département, en n'en maintenant aucune sous sa forme actuelle (périmètres de 2015). La fusion avec la communauté de communes de Commentry - Néris-les-Bains est proposée par le préfet. Cette nouvelle structure compterait trente-trois communes pour une population de plus de 26 000 habitants.
Adopté en mars 2016, le SDCI ne modifie pas ce périmètre. Cette fusion est approuvée par un arrêté préfectoral du 8 décembre 2016 ; la nouvelle structure intercommunale prend le nom de « Commentry Montmarault Néris Communauté ».

## Territoire communautaire

### Géographie
La communauté de communes était située à l'ouest du département de l'Allier. Elle était limitrophe avec les communautés de communes de Commentry - Néris-les-Bains à l'ouest et au sud-ouest, Val de Cher et Pays de Tronçais au nord-ouest, en Bocage Bourbonnais au nord, Bocage Sud au nord-est, en Pays Saint-Pourcinois à l'est, Sioule, Colettes et Bouble au sud-est et, dans le département du Puy-de-Dôme, la communauté de communes du Pays de Saint-Éloy-les-Mines au sud.
Le territoire communautaire bénéficie d'un accès autoroutier (l'autoroute A71, reliant Paris à Clermont-Ferrand, avec un échangeur 11), un axe routier européen (la route nationale 79, portion de la Route Centre-Europe Atlantique en direction de Moulins et Mâcon, devenue depuis l'autoroute A79).
L'intercommunalité comptait quatre zones d'activités à Doyet, Cosne-d'Allier, Villefranche-d'Allier et Montmarault.

### Composition
La communauté de communes était composée des vingt-et-une communes suivantes :
| Nom                   | Code Insee | Gentilé          | Superficie (km2) | Population (dernière pop. légale) | Densité (hab./km2) |
| --------------------- | ---------- | ---------------- | ---------------- | --------------------------------- | ------------------ |
| Montmarault (siège)   | 03186      | Montmaraultois   | 9,00             | 1 508 (2014)                      | 168                |
| Beaune-d'Allier       | 03020      | Beaunois         | 24,20            | 294 (2014)                        | 12                 |
| Bézenet               | 03027      | Bézenétois       | 9,94             | 1 015 (2014)                      | 102                |
| Blomard               | 03032      | Blomardais       | 22,37            | 217 (2014)                        | 9,7                |
| Chappes               | 03058      | Chappadaires     | 18,60            | 211 (2014)                        | 11                 |
| Chavenon              | 03070      | Chavenonnais     | 17,47            | 129 (2014)                        | 7,4                |
| Cosne-d'Allier        | 03084      | Cosnois          | 25,29            | 2 098 (2014)                      | 83                 |
| Doyet                 | 03104      | Doyetois         | 27,58            | 1 216 (2014)                      | 44                 |
| Louroux-de-Beaune     | 03151      | Lurobelnaciens   | 10,66            | 181 (2014)                        | 17                 |
| Montvicq              | 03189      | Montvicquois     | 10,02            | 721 (2014)                        | 72                 |
| Murat                 | 03191      | Muratais         | 20,07            | 293 (2014)                        | 15                 |
| Saint-Bonnet-de-Four  | 03219      | Saint-Bonnitains | 18,73            | 206 (2014)                        | 11                 |
| Saint-Marcel-en-Murat | 03243      | Saint-Marcellais | 16,82            | 135 (2014)                        | 8                  |
| Saint-Priest-en-Murat | 03256      | Saint-Priestains | 25,48            | 215 (2014)                        | 8,4                |
| Sauvagny              | 03269      | Sauvagniens      | 19,41            | 96 (2014)                         | 4,9                |
| Sazeret               | 03270      | Sazeretois       | 17,94            | 160 (2014)                        | 8,9                |
| Tortezais             | 03285      | Torteziens       | 24,11            | 178 (2014)                        | 7,4                |
| Venas                 | 03303      |                  | 32,15            | 252 (2014)                        | 7,8                |
| Vernusse              | 03308      | Vernussois       | 19,55            | 161 (2014)                        | 8,2                |
| Villefranche-d'Allier | 03315      | Villefranchois   | 39,63            | 1 349 (2014)                      | 34                 |
| Voussac               | 03319      | Voussacois       | 34,46            | 468 (2014)                        | 14                 |

### Démographie
| 1968   | 1975   | 1982   | 1990   | 1999   | 2008   | 2013   |
| ------ | ------ | ------ | ------ | ------ | ------ | ------ |
| 13 071 | 12 059 | 11 588 | 11 460 | 11 427 | 11 183 | 11 139 |

| Hommes | Classe d’âge | Femmes |
| ------ | ------------ | ------ |
| 0,8    | 90 ans ou +  | 2      |
| 10,8   | 75 à 89 ans  | 14,3   |
| 17,9   | 60 à 74 ans  | 18,3   |
| 21,8   | 45 à 59 ans  | 20,4   |
| 18,3   | 30 à 44 ans  | 17     |
| 13,4   | 15 à 29 ans  | 12,6   |
| 17,1   | 0 à 14 ans   | 15,4   |

| Hommes | Classe d’âge | Femmes |
| ------ | ------------ | ------ |
| 0,8    | 90 ans ou +  | 2,1    |
| 9,5    | 75 à 89 ans  | 13,9   |
| 18,6   | 60 à 74 ans  | 18,9   |
| 21,5   | 45 à 59 ans  | 20,4   |
| 17,6   | 30 à 44 ans  | 16,5   |
| 15,2   | 15 à 29 ans  | 13,3   |
| 16,8   | 0 à 14 ans   | 14,9   |

## Administration

### Siège
Le siège de la communauté de communes est situé à Montmarault.

### Les élus
La communauté de communes est gérée par un conseil communautaire composé de 46 membres représentant chacune des communes membres et élus habituellement pour une durée de six ans.
Ils sont répartis comme suit :
| Nombre de délégués | Communes                                                  |
| ------------------ | --------------------------------------------------------- |
| 3                  | Cosne-d'Allier, Doyet, Montmarault, Villefranche-d'Allier |
| 2                  | Autres communes                                           |

### Présidence
Le 14 avril 2014, le conseil communautaire a élu son président, Bruno Rojouan (maire de Villefranche-d'Allier), et désigné ses huit vice-présidents qui sont :
- Bernard Martin (maire de Montmarault), chargé du tourisme et de la communication[Off 3] ;
- Elisabeth Blanchet (maire de Chappes), chargée de l'économie[Off 4] ;
- Bruno Depras (adjoint au maire de Bézenet), chargé des services à la population[Off 5] ;
- Bernard Chapelier (maire de Saint-Bonnet-de-Four), chargé des travaux et des bâtiments[Off 6] ;
- Christiane Touzeau (maire de Doyet et conseillère départementale), chargée de l'intercommunalité et de la mutualisation[Off 7] ;
- Ghislaine Bureau (maire de Murat), chargée de l'aménagement et de l'habitat[Off 8] ;
- Eric Touraud (adjoint au maire de Venas), chargé de l'agriculture et de l'environnement[Off 9] ;
- Madeleine Cajat (adjointe au maire de Cosne-d'Allier), chargée de la commission culture et patrimoine[Off 10].

### Compétences
L'intercommunalité exerce des compétences qui lui sont déléguées par les communes membres.
Les deux compétences obligatoires exercées sont les suivantes :
- aménagement de l'espace : charte de développement et d'aménagement, signature et gestion d'un contrat de territoire avec la région et d'intercommunalité avec le département, élaboration du SCOT, collecte et traitement des ordures ménagères ;
- développement économique : création de zones d'activités, accueil d'activités économiques, construction et gestion d'un pôle de formation aux métiers de la viande.

Les compétences optionnelles sont les suivantes :
- protection et mise en valeur de l'environnement : gestion d'un dépôt de déchets inertes à Doyet, aménagement et entretien des sentiers de randonnée, collecte des plastiques agricoles recyclables, entretien des rivières communautaires, etc. ;
- politique du logement et du cadre de vie : opérations programmées d'amélioration de l'habitat, charte paysagère et architecturale, construction et gestion de la maison médicale ;
- construction, entretien et fonctionnement d'équipements culturels et sportifs et d'équipements de l'enseignement pré-élémentaire et élémentaire.

Quelques compétences facultatives : construction de la maison d'accueil et du tourisme, promotion touristique, valorisation des productions locales, etc.

### Régime fiscal et budget
La communauté de communes applique la fiscalité additionnelle, avec fiscalité professionnelle de zone et sans fiscalité professionnelle sur les éoliennes.

## Projets et réalisations
La communauté de communes a aménagé une zone d'activités à cheval entre les communes de Montmarault et Sazeret, appelée « ZAC intercommunale du Château d'eau », à proximité de l'échangeur autoroutier.

### Sources
- SPLAF (Site sur la Population et les Limites Administratives de la France)
- Base nationale sur l'intercommunalité
- Dossier statistique sur le site de l'Insee